# 1751 en santé et médecine
| Années de la santé et de la médecine : 1748 - 1749 - 1750 - 1751 - 1752 - 1753 - 1754    |
| Décennies de la santé et de la médecine : 1720 - 1730 - 1740 - 1750 - 1760 - 1770 - 1780 |

Cet article présente les faits marquants de l'année 1751 en santé et médecine.

## Événements
- 11 mai : le premier hôpital des futurs États-Unis, le Pennsylvania Hospital, est fondé à Philadelphie par Benjamin Franklin et Thomas Bond[1].
- 11 juin : un arrêt du Conseil d’État de Lorraine « fait itérative défense à tous Religieux et sœurs de Charité [...] d’exercer la pharmacie dans la Ville de Nancy[2]. »
- Valenciennes reçoit ses lettres patentes pour l'ouverture d'un hôpital général[3].

## Naissances
- 30 juillet : François Doublet (mort en 1795), médecin français[4].
- 25 novembre : Jean-Pierre Bergeret (mort en 1813), médecin et botaniste français[5].
- 10 décembre : George Kearsley Shaw (mort en 1813), médecin, botaniste et zoologiste britannique.
- 19 décembre : Nicolas-Pierre Gilbert (mort en 1814), médecin militaire français[6],[7].

## Décès
- 11 novembre : Julien Offray de La Mettrie (né en 1709), médecin et philosophe matérialiste français[8].